# 岡田恒男
岡田 恒男（おかだ つねお、1936年 - ）は、日本の工学者。専門は、地震防災学。博士（工学）。東京大学名誉教授。

## 来歴・人物
香川県三豊市出身（岡山県出生）。東京大学工学部建築学科卒業。同大学大学院数物系研究科修士課程修了。
1966年（昭和41年）「鉄筋コンクリート柱の塑性復元力に関する研究」で学位修得（東京大学 工学博士）。
建築構造学や地震防災などの分野で先見性に富む独創的な研究に取り組み、数多くの有用な学術功績を挙げて建築耐震工学の発展に寄与した。主要テーマの鉄筋コンクリート造建築物の耐震性の評価とその向上に関する研究は現在、地震国・日本の重要課題として「耐震診断」「耐震改修」の分野を切り開くことにつながった。震災後の対策の重要性も早くから指摘し、応急危険度判定や被災度判定の手法開発と、その指導・普及に尽力。日本だけでなく海外の地震災害対策にも多大な貢献を行った。

## 略歴
- 1959年 - 東京大学工学部建築学科卒業
- 1961年 - 東京大学大学院数物系研究科修士課程修了
- 1980年 - 東京大学生産技術研究所教授
- 1993年 - 東京大学生産技術研究所所長
- 1996年 - 東京大学名誉教授
- 1996年 - 芝浦工業大学工学部建築工学科教授
- 1999年 - 日本建築学会会長
- 2001年 - 日本地震工学会会長
- 現　 在 - 財団法人日本建築防災協会理事長
- 2023年 - 日本学士院会員[4]

## 受賞歴
- 1981年 - 日本建築学会賞
- 1995年 - 国土庁長官賞
- 1996年 - 科学技術庁長官賞
- 1997年 - 静岡県知事表彰
- 2004年 - 内閣総理大臣表彰
- 2010年 - 日本建築学会大賞
- 2020年 -  日本学士院賞
- 2022年 - 瑞宝中綬章[5]